# Лесопарковый защитный пояс Москвы

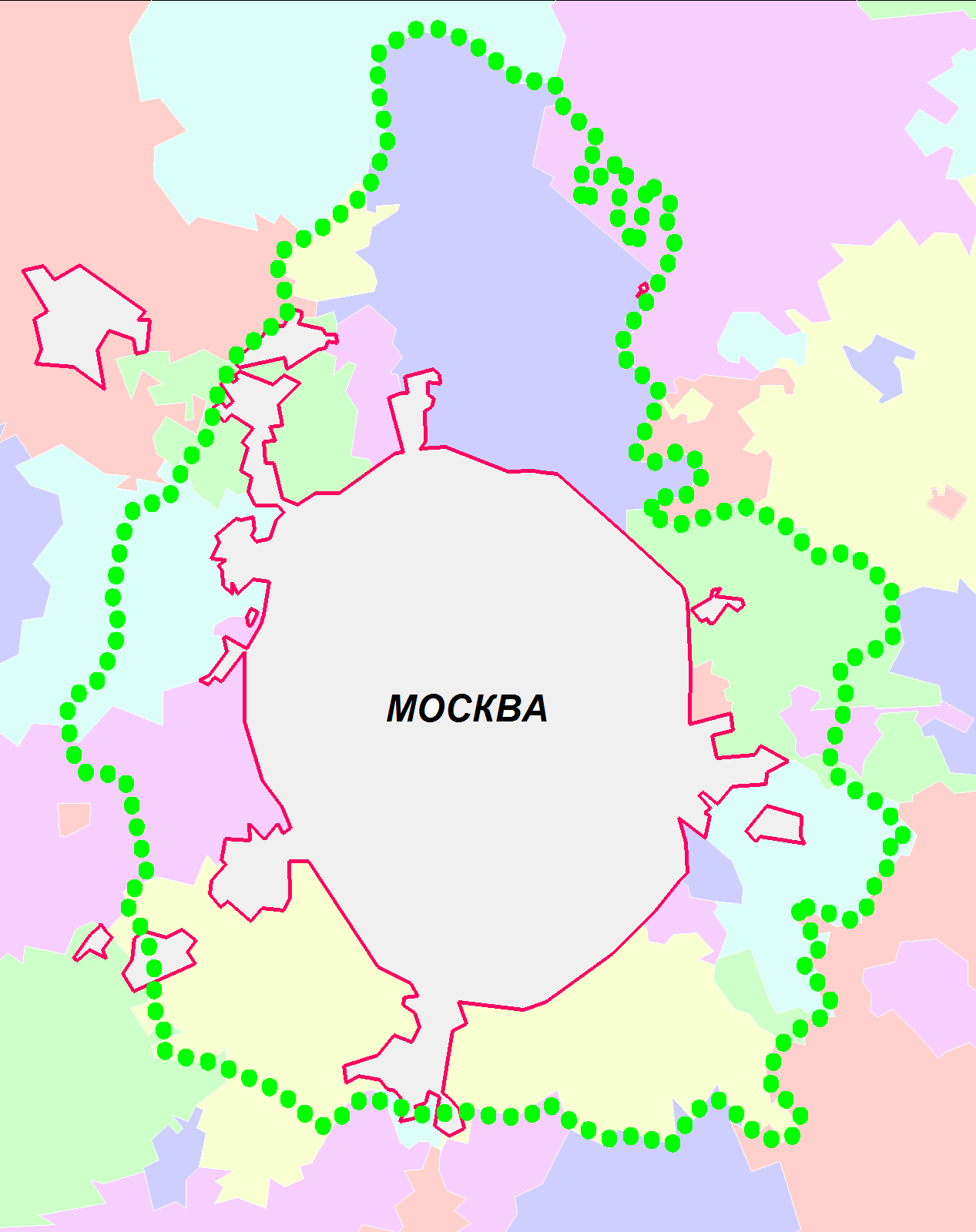
Границы Лесопаркового защитного пояса Москвы в сравнении с недавним административно-территориальным делением (уровень районов и городских округов)

Лесопа́рковый защи́тный по́яс (ЛПЗП) Москвы — защитный пояс лесных и других озеленённых территорий вокруг Москвы. Предназначен для поддержания благоприятной экологической обстановки в столице и создания мест отдыха для горожан.
Основное их отличие от других районов области — полный запрет в них на любую охоту, тесная интеграция с Москвой, а также частичное использование московской нумерации телефонов. В состав ЛПЗП входят прилегающие к МКАД части городов Балашихи, Химок (городские округа), Ленинского, Одинцовского, Красногорского, Мытищинского районов и целиком Люберецкий район Московской области.
Список городов ЛПЗП:
- Одинцово
- Красногорск
- Химки
- Долгопрудный
- Лобня
- Мытищи
- Балашиха
- Реутов
- Железнодорожный (в период существования ЛПЗП в составе Москвы в него входила только западная часть города)
- Люберцы
- Котельники
- Дзержинский
- Лыткарино
- Видное
- Московский
- посёлки городского типа и сельские населённые пункты непосредственно окружающих Москву районов Московской области.

## Формирование лесопаркового защитного пояса
Создание лесопаркового защитного пояса вокруг Москвы впервые предусматривалось Генеральным планом реконструкции Москвы 1935 г. По этому плану город должны были окружить на ширину до 10 км малозастроенные, богато озеленённые и обводнённые территории. Зелёный пояс вместе с ближайшими лесами области и насаждениями города должен был формировать целостную, разветвленную систему озеленения столицы. Он должен был ограничить территориальные расширения городской застройки путём закрепления границ города со строгим запретом дальнейшего строительства в пределах зелёного пояса.
По состоянию на 1935 год в пояс было включено 168,5 тыс. га. Собственно лесопарки составляли менее трети площади. В составе пояса было шесть районов, три города — Кунцево, Люблино, Лосиноостровск, 15 рабочих и 27 дачных посёлков. Сельскохозяйственные территории составляли половину всего лесопаркового пояса. Застроен он был чуть более чем на одну десятую.
Пояс должен был стать единой цепью зелёных территорий вокруг Москвы.

## Развитие пояса в послевоенный период
Война вызвала ускоренный промышленный рост посёлков, расположенных в пределах пояса. Здесь разместились новые объекты, мастерские переоборудовались в заводы.
В послевоенный период для восстановления подмосковных лесов, для предупреждения возможных негативных последствий в связи с бурным строительством было решено восстановить леса 50-километровой зелёной зоны Москвы. В то же время в 1950-60-е гг. лесопарковый пояс был «разорван» в нескольких местах (особенно в секторах
северо-восток — восток — юг) плотно урбанизированными полосами вдоль вылетных транспортных коммуникаций. В 1960 году Указом Президиума Верховного Совета РСФСР территория лесопаркового защитного пояса была передана в административно-хозяйственное подчинение Мосгорисполкома. Были установлены новые границы ЛПЗП — 172,5 тыс. га за МКАД, включившие 85,5 тыс. га городских земель. По другим данным — 162,5 тыс. га, из них леса немногим более 70 тыс. га.
В 1960 г. на территории ЛПЗП находилось девять городов (Мытищи, Балашиха, Реутов, Люберцы, Лыткарино, Одинцово, Красногорск, Химки, Долгопрудный), много рабочих и дачных поселков и свыше 600 мелких населенных мест. Население этого пояса (включая и сельское) составляло более 20 % от численности населения Москвы (в границах 1959 г.). Была поставлена задача постепенного освобождения зелёного пояса от имеющихся в нём малоценных строений, мелких предприятий, складов и т. п. Однако уже в 1961 году эти территории были возвращены Московской области. К 1970 году ЛПЗП включал уже 11 городов, где проживало более 1 млн человек.
Генеральный план развития Москвы 1971 года для восстановления непрерывности лесного пояса предполагал его расширение примерно до 275 тыс. га, предполагалось ограничение строительства в пределах защитного пояса, однако стремительный рост Москвы и её городов-спутников привел к постепенной деградации лесов и защитных насаждений. Развитие Москвы (в 1984 около 10 тыс. га земель Лесопаркового защитного пояса включены в её границы), интенсивное дачное и коттеджное строительство, под которое иногда отводятся ценные природные территории защитного пояса, постепенно снижают его природоохранную роль.
22 июля 2011 состоялось подписание Соглашения о передачи земель, входящих в лесопарковый защитный пояс, в постоянное (бессрочное) пользование Федеральным агентством лесного хозяйства Правительству Москвы. Площадь составила порядка 30 тыс. га. Москве были переданы территориях бывших Учинского, Северного, Зеленоградского, Красногорского, Балашихинского, Юго-Восточного, Москворецкого, Исторического спецлесхозов и заповедника «Горки».
В 2015 (10 августа) было подписано Соглашение о взаимодействии между Федеральной службой государственной регистрации, кадастра и картографии и Федеральным агентством лесного хозяйства за N ИВ-21/45 согл. Документ подписан руководителем Росреестра Игорем Васильевым и заместителем министра природных ресурсов и экологии Российской Федерации — руководителем Рослесхоза Иваном Валентик. Соглашение предусматривает со стороны Рослесхоза — предоставление каталогов координат границ лесничеств и лесопарков. Со стороны Росреестра обеспечение воспроизведения границ лесничеств и лесопарков на публичной кадастровой карте. В том же году после подписания (30 октября) Предложение Общероссийского народного фронта об увеличении до 70 километров лесопаркового защитного пояса Москвы и Подмосковья публично было поддержано руководителем Рослесхоза.
C 2016 в проработке находится противоречивый Законопроект о «зелёном щите Москвы и Подмосковья». Законопроект предполагает запрет на вырубку, ужесточение порядка проведения санитарных рубок, мораторий на перевод земель в прочие категории земель и инвентаризацию лесов. Так авторы закона планируют сохранить леса Москвы и Подмосковья и улучшить экологическую обстановку в регионе. Лесопарковый пояс вокруг Москвы (в рамках 70-км зоны) включит в себя все леса независимо от категорий земель, на которых они располагаются. Однако неясен статус лесов в границах Новой Москвы и вновь переданных (границ «старого» ЛПЗП). Данные леса переданы из государственного фонда в состав зелёного фонда Москвы и теперь лесное законодательство на них не распространяется. Более того, Москва собственного лесничества не имеет. А было передано 73 тыс. га в Новой Москве и около 30 га в «старом» ЛПЗП. Все леса в черте города Москвы имеют статус лесопарковых, а в черте Московской области отнесены к категории защитных. На территории Московского региона находятся земли Московского лесничества Минобороны России — филиалы которого охватывают территории шести субъектов РФ: Московской, Владимирской, Калужской, Рязанской, Тульской и Ярославской областей.
В 2018 г. инициативу о создании «зелёных щитов» поддержали более четверти регионов страны. В 24 регионах законодательные собрания приняли решения о создании лесопаркового защитного пояса вокруг городов, в остальных регионах данный вопрос находился на рассмотрении.
2 апреля 2020 года губернатором Московской области А. Ю. Воробьёвым было подписано постановление правительства региона, отменяющее объединённое решение исполкомов Советов депутатов трудящихся Москвы и Московской области от 13 февраля 1948 года «Об охране зелёных насаждений на территории резервных земель и лесопаркового защитного пояса города Москвы».